# Sanvenero
La Sanvenero fue una fábrica de motocicletas italiana fundada por el emprendedor Emilio Sanvenero, y que estuvo activa entre 1980 y 1982.

## Historia
El nacimiento de Sanvenero tuvo lugar a finales de 1980, con el objetivo de desarrollar dos motos de carreras para que participasen en 1981, en la categoría de 125cc con una variante del motor en dos tiempos y en la de 500cc, con un motor de dos tiempos de cuatro cilindros, cuyo motor se inspiró fuertemente, en diseño y componentes, en Suzuki RG500, que desde 1976 hasta 1982 ganó 7 títulos mundiales.

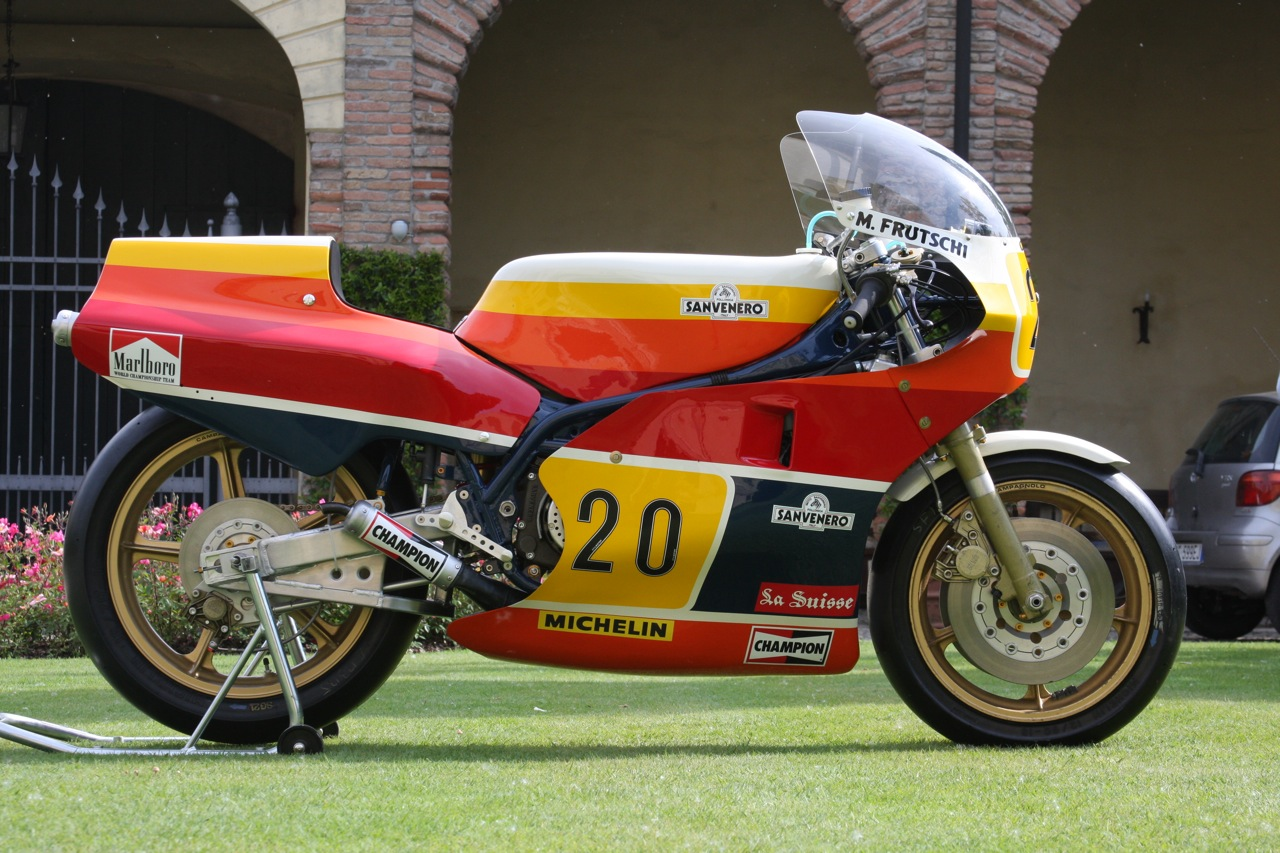
El Sanvenero 500 pilotado por Frutschi en 1982

El debut en Mundial tuvo lugar en 1981, con el francés Guy Bertin y el español Ricardo Tormo para la de 125 y el italiano Carlo Perugini para la de 500cc. Si la participación en el octavo de un litro fue, después de todo, digna (Bertin ganó en  Monza y Tormo en  Anderstorp), la moto mostró límites de configuración obvios, que impidió que los pilotos pudieran disputar la general.
En 1982, el departamento de carreras del MBA cerró y Emilio Sanvenero convenció a todo el personal de la fábrica de Sant'Angelo in Vado para mudarse a Sanvenero de Montelabbate (la empresa constructora Sanvenero tenía su sede en Follonica), con proyectos ambiciosos. Esa temporada los pilotos de 125 eran Pier Paolo Bianchi, Ricardo Tormo y Hugo Vignetti y en 500 una 4 cilindros de dos tiempos, Sanvenero fichó al suizo Michel Frutschi y a Guy Bertin. También en 1982, la Casa de la Toscana logró ganar dos carreras, el GP de Bélgica de los 125 con Tormo y el  GP de Francia de los 500, en el Circuito de Nogaro. La carrera fue boicoteada por la mayoría de los pilotos debido a la peligrosidad de la pista.
Los proyectos fueron quizás demasiado ambiciosos y, al final de la temporada de 1982, el departamento de carreras de Sanvenero cerró. Pier Paolo Bianchi logró obtener algunas de las motos, con las que compitió en la temporada de 1983 del octavo de litro, obteniendo resultados apreciables.